# TNA 녹아웃 태그팀 챔피언십
TNA 녹아웃 월드 태그팀 챔피언십(TNA Knockouts World Tag Team Championship)은 TNA의 여성 태그팀 챔피언십이다. 

## 역사
2009년부터 여성 태그팀 디비젼 활성화를 위하여 타이틀이 신설되었고, 사리타와 테일러 와일드가 토너먼트 우승을 차지하고 초대 챔피언에 등극한다. 최근들어 에릭 영과 ODB가 챔피언이 되어 여성 태그팀 타이틀인데도 첫 혼성 태그팀으로 획득했다.

## 역대 타이틀 명칭
| 타이틀 명칭                        | 연도                              |
| ---------------------------------- | --------------------------------- |
| TNA 녹아웃 태그팀 챔피언십         | 2009년 9월 9일 ~ 2013년 6월 27일  |
| 임팩트 녹아웃 태그팀 챔피언십      | 2021년 1월 16일 ~ 2021년 11월 4일 |
| 임팩트 녹아웃 월드 태그팀 챔피언십 | 2021년 11월 4일 ~ 2024년 1월 13일 |
| TNA 녹아웃 월드 태그팀 챔피언십    | 2024년 1월 13일 ~                 |

## 기록들
- 초대 챔피언 : 사리타 & 테일러 와일드
- 최장수 챔피언 : 에릭 영 & O.D.B (478일)
- 최단 기간 챔피언 : MK 울트라 (킬러 켈리 & 마샤 슬라모비치) (14일)
- 개인 최다 챔피언 : 로즈마리 (4회)
- 최중량급 챔피언 : 어썸 콩 (125kg)
- 최경량급 챔피언 : 로지타 (46kg)
- 최고령 챔피언 : 타라 (40세 152일)
- 최연소 챔피언 : 로지타 (20세 76일)

## 역대 챔피언
- 사리타 & 테일러 와일드 (초대 챔피언)
- 어썸 콩 & 하마다
- 뷰티풀 피플 (레이시 본 에릭 & 메디슨 레인 & 벨벳 스카이)
- 하마다 & 테일러 와일드
- 엔젤리나 러브 & 윈터
- 멕시칸 아메리카 (로지타 & 사리타)
- 미스 테스마커 & 타라
- 메디슨 레인 & 게일 킴
- 에릭 영 & ODB
- 파이어 'N 플레이바 (키에라 호건 & 타샤 스틸즈)
- 조르딘 그레이스 & 레이첼 엘러링
- 디케이 (로즈마리 & 해벅)
- 인스퍼레이션 (제시 맥케이 & 캐시 리)
- 인플루언스 (메디슨 레인 & 텐닐 대시우드)
- 로즈마리 & 타야 발키리
- VXT (디오나 퍼라조 & 첼시 그린)
- 데스 돌즈 (로즈마리 & 제시카 & 타야 발키리)
- 코븐 (테일러 와일드 & 카일린 킹)
- MK 울트라 (킬러 켈리 & 마샤 슬라모비치)
- 스핏파이어 (조디 트리트 & 대니 루나)
- 앨리샤 에드워즈 & 마샤 슬라모비치
- 애쉬 바이 엘레강스 & 헤더 바이 엘레강스 (현 챔피언)

## 같이 보기
- WWE 위민스 챔피언십 (1956년~2010년)
- WWE 위민스 챔피언십 (2023년)
- WWE 위민스 월드 챔피언십
- WWE 디바스 챔피언십
- WWF 위민스 태그팀 챔피언십
- WWE 위민스 태그팀 챔피언십
- WWE NXT 위민스 챔피언십
- TNA 녹아웃 월드 챔피언십
- GFW 위민스 챔피언십
- AEW 위민스 월드 챔피언십